# Хелен Данмор
Хелен Данмор (енгл. Helen Dunmore, 12. децембар 1952 — 5. јун 2017) била је британска песникиња, романописац и писац кратких прича као и дечији писац.
Њена најпознатија дела су романи Zennor in Darkness (Зенор у мраку), A Spell of Winter (Чаролија зиме) и The Siege (Опсада) и њена последња књига поезије Inside the Wave (Унутар таласа). Освојила је женску награду за белетристику, раније названа Orange Prize for Fiction, Државног такмичења поезије, а постхумно и књижевну награду Коста.

## Биографија
Данмор је рођена у Беверлију, Јоркшир, 1952. године, као друго од четворо деце Бети (рођене Смит) и Мориса Данмора. Похађала је средњу школу Сатон у Лондону  и средњу школу за девојке у Нотингему, затим гимназије са директним грантовима.
Студирала је енглески језик на Универзитету у Јорку, а две године је живела у Финској (1973–75) и радила као наставница. После тога је живела у Бристолу.   Данмор је била члан Краљевског књижевног друштва. Неке од Данмарових књига за децу укључене су у план читања за употребу у школама.
У марту 2017. објавила је свој последњи роман, Birdcage Walk, као и чланак о смртности за The Guardian написан након што јој је дијагностикован терминални рак.  Умрла је 5. јуна 2017.     Њена последња збирка поезије Inside the Wave (Унутар таласа), објављена у априлу 2017, непосредно пре њене смрти, постхумно је освојила награде за поезију и свеукупну књигу године на додели Коста књижевне награде 2017.  

## Лични живот
Данмаров супруг Френк Чарнли, за кога се удала 1980. године, је адвокат.  Данмар је у тренутку смрти имала сина, ћерку и посинка и троје унучади. 

## Награде и почасти
- 1987: Избор Друштва за књигу поезије, The Raw Garden[13]
- 1994: Мекитерикова награда, Zennor in Darkness (Зенор у мраку) [14]
- 1996: Женска награда за белетристику (почетни победник), A Spell of Winter (Чаролија зиме) [15] [16]
- 1990: Међународна награда за поезију у Кардифу [17]
- 1997: Т.С. Елиот награда, ужи избор, Bestiary [18]
- 2010: Награда Букер, дуга листа, The Betrayal (Издаја) [19]
- 2010: Победник Националног песничког такмичења, "The Malarkey" [20] [21]
- 2015: Награда Валтера Скота, ужи избор, The Lie (Лаж) [22]
- 2017 (постхумно): Коста књижевна награда за поезију и Награда за књигу године, Inside the Wave [10] [11]

### Новеле
- Zennor in Darkness (Зенор у мраку) (1993, Мекитерикова награда 1994)
- Burning Bright (1994)
- A Spell of Winter (Чаролија зиме) (1995, Наранџаста награда, сада Женска награда за белетристику 1996)
- Talking to the Dead (Разговор са мртвима) (1996)
- Your Blue-Eyed Boy (Твој плавооки дечак) (1998)
- With your Crooked Heart (Са твојим превртљивим срцем) (1999)
- The Siege (Опсада) (2001, у ужем избору за награду Витбред за роман године и Наранџасту или касније женску награду за белетристику 2002)
- Mourning Ruby (2003) [23]
- House of Orphans (Дом сирочади) (2006)
- Counting the Stars  (Бројање звезда) (2008)
- The Betrayal (Издаја) (2010, на дугој листи за награду Награду Букер)
- The Greatcoat (Велики капут) (2012)
- The Lie (Лаж) (2014)
- Exposure (Излагање) (2016)

"Ексклузивно издање за независне књижаре" укључује есеј од 14 страница „О читању“ 
- Birdcage Walk  (Шетња кавезом за птице) (2017, на дугој листи за награду Валтер Скот 2018)

### Збирке кратких прича
- Love of Fat Men (Љубав према дебелим мушкарцима) (1997)
- Ice Cream (Сладолед) (2000)
- Rose, 1944 (Ружа, 1944) (2005)
- Girl, Balancing and Other Stories (Девојка, балансирање и друге приче) (2018)

### Књиге за младе
- Zillah and Me! (Зилах и ја!)
  - The Lilac Tree (Дрво јоргована) (први пут објављено као Зилах и ја) (2004)
  - The Seal Cove (први пут објављен као Побуна Зилах) (2004)
  - The Silver Bead (Сребрна перла) (2004)
- The Ingo Chronicles
  - Ingo]] (Инго) (2005)
  - The Tide Knot (Чвор плиме) (2006)
  - The Deep (Дубоко) (2007)
  - The Crossing of Ingo (Прелазак Инга) (2008)
  - Stormswept (2012)

### Књиге за децу
- Going to Egypt (Одлазак у Египат) (1992)
- In the Money (У новцу) (1995)
- Go Fox (1996)
- Fatal Error (1996)
- Amina's Blanket (Аминино ћебе) (1996)
- Allie's Apples(1997)
- Bestiary (Бестијариј) (1997)
- Clyde's Leopard (Клајдов леопард) (1998)
- Great-Grandma's Dancing Dress (Прабакина плесна хаљина) (1998)
- Brother Brother, Sister Sister (Брат брат, сестра сестра) (1999)
- Allie's Rabbit (Алијев зец) (1999)
- Allie's Away  (2000)
- Aliens Don't Eat Bacon Sandwiches (Ванземаљци не једу сендвиче са сланином) (2000)
- The Ugly Duckling (Ружно паче) (2001)
- Tara's Tree House (Тарина кућа на дрвету) (2003)
- The Ferry Birds (Птице трајекта) (2010)
- The Islanders (Острвљани) (2011)
- The Lonely Sea Dragon Усамљени морски змај (2013)

### Збирке поезије
- The Apple Fall  (Пад јабуке) (1983)
- The Sea Skater (Морски клизач) (1986)
- The Raw Garden (Сирови врт) (1988)
- Short Days, Long Nights: New & Selected Poems (Кратки дани, дуге ноћи: нове и одабране песме) (1991)
- Recovering a Body (1994)
- Secrets (Тајне) (The Bodley Head, 1994) [наслов дечје поезије]
- Bestiary Бестијариј (1997)
- Out of the Blue: Poems 1975–2001 (2001)
- Snollygoster and Other Poems (Снолигостер и друге песме) (2001) [наслов дечје поезије]
- Glad of these times (Драго ми је због ових времена) (2007)
- The Malarkey (2012)
- Inside the Wave (Унутар таласа) (2017)